# Рабинович, Юрий Григорьевич
Юрий Григорьевич Рабинович (9 сентября 1937, Хабаровск — 19 февраля 2014, Владивосток) — российский композитор, заслуженный артист России (1995).
Автор многочисленных песен на стихи советских поэтов, оперы «Спустившись на грешную землю» (либретто Николая Доризо).

## Биография
Учился в Саратовском нефтяном техникуме, в дальнейшем окончил Дальневосточный институт искусств и пел в качестве солиста в ансамбле песни и пляски Тихоокеанского пограничного округа, где был награждён знаком отличия «Отличник Погранслужбы» II степени, а также пел в творческом коллективе музыкальной комедии Тихоокеанского бассейна, впоследствии организовал любительский театр оперы и балета во Дворце культуры им. В. И. Ленина во Владивостоке. В 1987 году, в период массовой организации кооперативов он при поддержке Владивостокского горисполкома и Минфина РСФСР организовал первый в СССР гастрольный кооператив «Музыка» и работал совместно с Приморской краевой филармонией. В 1969 году познакомился с Яном Френкелем, после чего стал его биографом и организовывал его гастроли по Дальнему Востоку (Приморский и Хабаровский края) в 1989 году. В 1990 году при поддержке Союза композиторов России организовал Международный фестиваль «Утро планеты» им. Яна Френкеля, посвященный его памяти. Организовывал гастроли других известных композиторов и исполнителей через кооператив «Музыка», сочинял музыку (является автором кантат, ораторий, квартетов, оперы, вокальных циклов, инструментальных пьес, песен). Является организатором и Председателем Еврейской религиозной организации «Аскольд» г. Владивостока и её религиозным наставником (КЕРООР).

## Сочинения
- Рабинович Ю. Г. Собрание сочинений в 6-х томах. Москва: Композитор, 1996—2008.[3][4]